# Alessandro Aldobrandini
Alessandro Aldobrandini (ur. 1 albo 10 maja 1667 we Florencji, zm. 14 sierpnia 1734 w Ferrarze) – włoski kardynał.

## Życiorys
Urodził się 1 albo 10 maja 1667 roku we Florencji, jako syn Giovanniego Francesca Aldobrandiniego i Camilli Pasquali. Studiował na Uniwersytecie Pizańskim, gdzie uzyskał stopień doktora utroque iure. Został kanonikiem bazyliki liberiańskiej i referendarzem Najwyższego Trybunału Sygnatury Apostolskiej. W 1701 roku został wicelegatem w Ferrarze, a rok później – komisarzem armii w Parmie i Piacenzy. Pełnił także funkcje kleryka Kamery Apostolskiej i gubernatora Cesi. 16 października 1707 roku przyjął święcenia kapłańskie. 7 listopada został mianowany tytularnym arcybiskupem Rodos, a dwadzieścia dni później przyjął sakrę. Został później zaangażowany do służby dyplomatycznej i pełnił role nuncjusza apostolskiego w Neapolu (1708–1713), w Wenecji (1713–1720) i w Hiszpanii (1720–1731). 2 października 1730 roku został kreowany kardynałem prezbiterem i otrzymał kościół tytularny Santi Quattro Coronati. Zmarł 14 sierpnia 1734 roku w Ferrarze z powodu artretyzmu.